# Nettuno
Nettuno est une ville italienne de la ville métropolitaine de Rome Capitale dans le Latium, sur la côte tyrrhénienne, au sud du Tibre.
C'est une station balnéaire très fréquentée, un centre agricole et industriel (alimentaires, conserve de poisson, meubles, verre). Le vin local est le Cacchione.
Une partie de la ville se trouve à l'intérieur des murs médiévaux, à l'extérieur se trouve le noble Forte Sangallo (1501), exemple très précoce de fortification moderne érigée par Antonio de SangalloI pour le pape Alexandre VI.
On connaît aussi Nettuno comme le site d'un débarquement de forces alliées (Opération Shingle) et la bataille de quatre mois qui a suivi (Campagne d'Anzio et Nettuno) pendant la Seconde Guerre mondiale.
Nettuno hérite de l'histoire de l'ancienne ville de Antium, qui occupe une partie du territoire.
Ses habitants sont appelés les Nettunesi.

## Géographie
La ville s'étend sur 71,8 km² et les communes limitrophes sont Anzio (distante de 3 km) à l'ouest, Aprilia au nord et Latina à l'est.
Elle est située à la frontière entre l'Agro Romano et l'Agro Pontino. C'est une ville côtière du Latium, baignée par la mer Tyrrhénienne. La rivière Astura traverse la zone municipale, marquant la frontière sud avec la municipalité de Latina.
Divers minéraux ont été trouvés sur le territoire communal. Le minéral le plus pertinent pour lequel Nettuno est définie comme la localité type, est la Perrierite-(Ce), qui appartient au groupe de la chevkinite.

## Démographie
La ville compte 44 444 habitants depuis le dernier recensement de la population en 2009, pour une densité de 619 habitants par km2.

## Histoire

### Les origines: l’Antium latine et volsque
Nettuno a des racines qui remontent dans l'antique Antium, qui a été fondée par des personnes de l'ethnie latine au début du premier millénaire avant notre ère, et a ensuite été occupée par les Volsques, qui se sont installés dans la région au début du Ve siècle avant Jésus-Christ. Depuis ses origines, c'est un centre commercial et maritime florissant, Antium dominait probablement, déjà à l'époque pré-romaine, une grande partie du territoire de l'actuel Nettuno (selon une orientation, il étendait approximativement son territoire de Capo d'Anzio, occupé par Anzio d'aujourd'hui, dans la zone de la rivière Nettuno Loricina). Dans la partie la plus élevée de la côte de Nettuno, aujourd'hui la Villa Borghese, il y aurait eu l'acropole. Adjacent au village médiéval ou à l'embouchure de la rivière Loricina il y avait un port, appartenant à un oppidum appelé Caenon, qui depuis l'époque latine servait d'arsenal naval, de forum pour le marché et d'entrepôt pour les vivres. C'était un point stratégique fondamental d'où partaient les incursions des pirates pour la Méditerranée.

## Culture
- Torre Astura (Nettuno)

### Films tournés à Nettuno
- La Fille des marais (Ciello sulla Palude), film réalisé par Augusto Genina et sorti en 1949, qui s'inspire de la vie de Maria Goretti ;
- Sole de Carlo Sironi (2020) est également tourné dans la ville de Nettuno.

## Administration
| Période                                  | Période          | Identité            | Étiquette              | Qualité                     |
| ---------------------------------------- | ---------------- | ------------------- | ---------------------- | --------------------------- |
| Les données manquantes sont à compléter. |                  |                     |                        |                             |
| 1998                                     | 28 novembre 2005 | Vittorio Marzoli    | Forza Italia           |                             |
| 2005                                     | 2008             | vacant              |                        | Administration préfectorale |
| 28 avril 2008                            | 3 avril 2015     | Alessio Chiavetta   | Parti démocrate        |                             |
| 3 avril 2015                             | 20 juin 2016     | Raffaela Moscarella |                        | Administration préfectorale |
| 20 juin 2016                             | 5 mai 2018       | Angelo Casto        | Mouvement cinq étoiles |                             |
| 5 mai 2018                               | 10 juin 2019     | Bruno Strati        |                        | Administration préfectorale |
| 10 juin 2019                             | en fonction      | Alessandro Coppola  | Ligue du Nord          |                             |

### Hameaux
Cadolino, Canala, Cioccati, Padiglione, Piscina Cardillo, Pocacqua, Sandalo Di Levante, Tre Cancelli, Zucchetti

## Personnalités liées à la commune

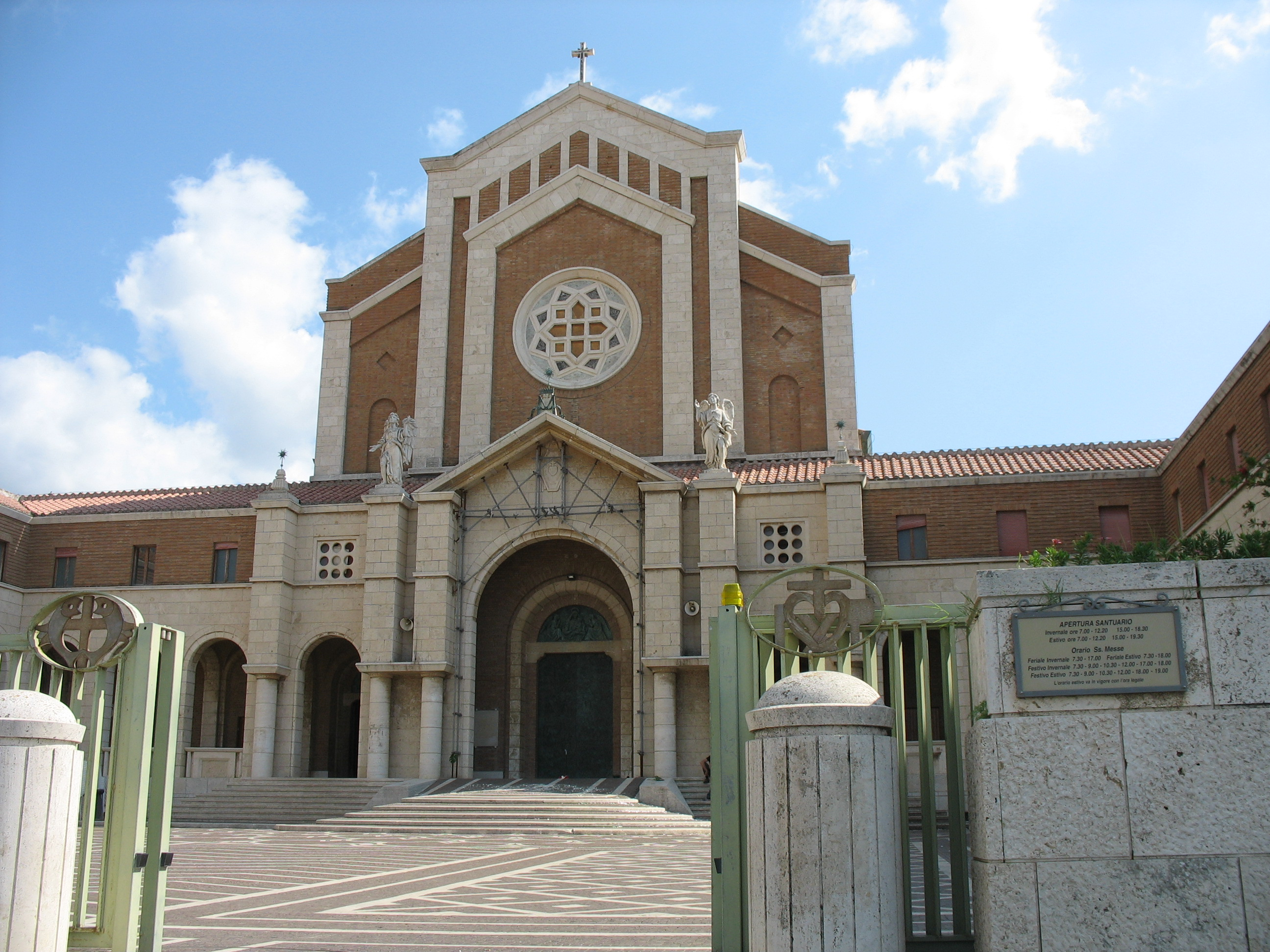
Le sanctuaire Notre-Dame des Grâces renfermant la châsse de Maria Goretti.

- Maria Angela Cassol, artiste (médailleuse)
- Bruno Conti (1955-) : joueur de football, champion du monde 1982
- Daniele Conti, footballeur
- Francesco D'Aniello, tireur sportif
- Maria Goretti (1890-1902) : sainte catholique canonisée en 1950 dont le corps est exposé dans le sanctuaire Notre-Dame des Grâces
- Alberto Magliozzi, photographe de mode
- Pierpaolo Piccioli, styliste[5]
- Andrea Sacchi, peintre baroque
- Paolo Segneri, jésuite

## Jumelages
- Bandol (France)